# Gränum
Gränum is een plaats in de gemeente Olofström in het landschap Blekinge en de provincie Blekinge län in Zweden. De plaats heeft 211 inwoners (2005) en een oppervlakte van 35 hectare.
Olofström · Jämshög · Kyrkhult · Vilshult · Gränum · Biskopmåla en deel van Hemmingsmåla · Hemsjö